# Dutch Open 1967
Die Dutch Open 1967 im Badminton fanden vom 11. bis zum 12. Februar 1967 in der Duinwijckhal in Haarlem statt.

## Finalergebnisse
| Disziplin    | Sieger                      | Finalist                                      | Ergebnis    |
| ------------ | --------------------------- | --------------------------------------------- | ----------- |
| Herreneinzel | Erland Kops                 | Tom Bacher                                    | 15-8, 15-9  |
| Dameneinzel  | Imre Rietveld               | Angela Bairstow                               | 11-10, 11-5 |
| Herrendoppel | Erland Kops Tom Bacher      | Alan Parsons William Kerr                     | 15-4, 15-10 |
| Damendoppel  | Imre Rietveld Ulla Strand   | Lizbeth von Barnekow Pernille Mølgaard Hansen | 15-5, 15-4  |
| Mixed        | Tony Jordan Angela Bairstow | Klaus Kaagaard Pernille Mølgaard Hansen       | 15-2, 15-11 |